# Задиров, Никола Василев
Никола Василев Задиров (настоящее имя: Никола Попвасилев Зидаров; псевдонимы: Музыкант Янко, Петров Иван, Кукец Станко, Владов Стоян, Попов Никола), (19 августа 1888, село Мадлеш, Бургасский округ, Болгария — 23 июля 1944) — болгарский революционер, военный разведчик.

## Биография
Никола Василев Задиров родился 19 августа 1888 года в селе Мадлеш Бургасского округа Болгарии в семье священника. В селе Голямо Буково Никола Задиров окончил начальную школу. Под фамилией Попов, Никола Задиров поступил в Русенское военное училище машинистов Дунайской флотилии в 1906 году, которое окончил в 1911 году.  После окончания учёбы в училище (в звании машиниста 2-го разряда) он увольняется в запас, в звании сержанта (воинское звание — старший подофицер). Никола Василев служил машинистом на железных дорогах города Софии и в армии во время Балканской войны. В 1913 году он переезжает в Пловдив. Задиров вступает в болгарскую Коммунистическую партию в 1914 году. Участвует в Транспортной стачке (1919—1920), после этого Николу Задирова по решению суда арестовывают и увольняют с работы. В 1921 году он поселяется в Бургас, там он работает техником и играет в оркестре ресторана «Элит».
В период подготовки Сентябрьского восстания 1923 года в Болгарии, Никола Задиров избран в 1923 году членом резервного Бургасского окружного комитета болгарской Коммунистической партии. Задиров возглавил вооруженную борьбу в округе после арестов партийных руководителей. Никола Задиров с отрядом захватили пограничную заставу в селе Текенджа, но после боя с правительственными войсками получили поражение. Никола Задиров и часть бойцов разгромленного отряда ушли в Турцию, перешли болгаро-турецкую границу. В городе Константинополе они обратились за помощью в советское консульство. С помощью сотрудника советской военной разведки — заместителя председателя советской репатриационной комиссии Семёна Мирного («Абдула») Никола Задиров вместе с 60 других болгарских эмигрантов на советском корабле «Эльбрус» отбыли в Одессу. По прибытии в город Одессу их отправили на учёбу в различные города СССР. В 1924 году Задиров закончил Тамбовскую военную школу. Потом он участвовал в снабжении болгарских партизан оружием и боеприпасами. Советский военный разведчик Христофер Салнынь руководил переброской оружия из Одессы в Варну и Бургас помогал ему Никола Задиров. В августе 1924 года болгарские власти обнаружили этот тайный канал поставки оружия и суд приговорил его заочно к пяти годам тюрьмы, в тот момент он находился вне досягаемости болгарских властей.
По линии Коминтерна был направлен в Югославию под именем Ивана Петрова, Никола Задиров заведовал одним из участков партийной связи София — Белград — Вена, по этому каналу переправлялись люди, денежные средства, литература.
В начале 1927 года Задиров выехал в Париж через Австрию с паспортом на имя хорвата Станко Кукеца. Работал Никола Задиров сотрудником советского торгового представительства и официальным представителем Международной организации помощи борцам революции (МОПР) и одновременно Задиров выполнял задания советской военной разведки.
В Москву он вернулся в сентябре 1931 года. Работал в центральном аппарате ИККИ, затем Никола Задиров вернулся в военную разведку. Никола Задиров с сентября 1931 года по сентябрь 1935 года учился в Военной академии имени М. В. Фрунзе.
После окончания академии (1935), он получил приказ прибыть в распоряжение РУ РККА для получения нового задания. Приказано было выехать в Краков, чтобы Никола Задиров организовал там нелегальную резидентуру, которая бы отслеживала события в Германии, политическую обстановку в Польше и её отношения с соседними государствами.
В сентябре 1935 года был в Париже, пробыл несколько месяцев, Задиров оформил себе документы на имя Стояна Владова Николова — богатого болгарского фермера, который несколько лет прожил в США. Никола Задиров в марте 1936 года переехал в Вену, затем в город Краков, где приступил к созданию резидентуры «Монблан». В начале Великой Отечественной войны связь Задирова с Москвой прервалась, потому что в резидентуре «Монблан не было радиста и радиопередатчика. Весной 1942 года Москва прислала парашютиста Леонида Четырко, но восстановить связь с Москвой Никола Задира не решился.
Никола Задиров в январе 1943 года был арестован гестапо, погиб в заключении 23 июля 1944 года.